# Tappania
Tappania es un microfósil de tipo acritarco encontrado en sedimentos de hasta 1630 millones de años. Ha sido interpretado como un protista de tipo oomiceto o alga filamentosa microscópica, hongo o una colonia de actinobacterias. Aunque por su morfología se supone que son organismos eucariotas.
Se distinguen dos tipos:
- Tappania plana aparece en formaciones del Mesoproterozoico de India (Deonar) y norte de China (Baicaoping y Beidajian), ambas con una antigüedad de 1630 Ma. Es un acritarco de forma aproximadamente esférica, de diámetro 30-60 µm y con uno o dos pequeños cuellos. Del cuerpo central salen pequeños tubos ramificados y/o tabicados.

- Tappania sp. aparece en yacimientos del Neoproterozoico del norte de Australia, noroeste de EE. UU. y Siberia central, con una antigüedad de hasta 850 Ma y con unos 200-300 Ma de presencia estratigráfica. Tiene un tamaño mayor, de hasta 300 µm de largo, con un cuerpo central alargado o lobulados, de donde salen extensiones tubulares similares a hifas. Estas redes filamentosas forman una red tridimensional alrededor del cuerpo central.